# Lento
Pour les articles homonymes, voir Lento (homonymie).
Lento est une commune française située dans la circonscription départementale de la Haute-Corse et le territoire de la collectivité de Corse. Le village appartient à la piève de Costiera dont il est historiquement le chef-lieu.

## Géographie

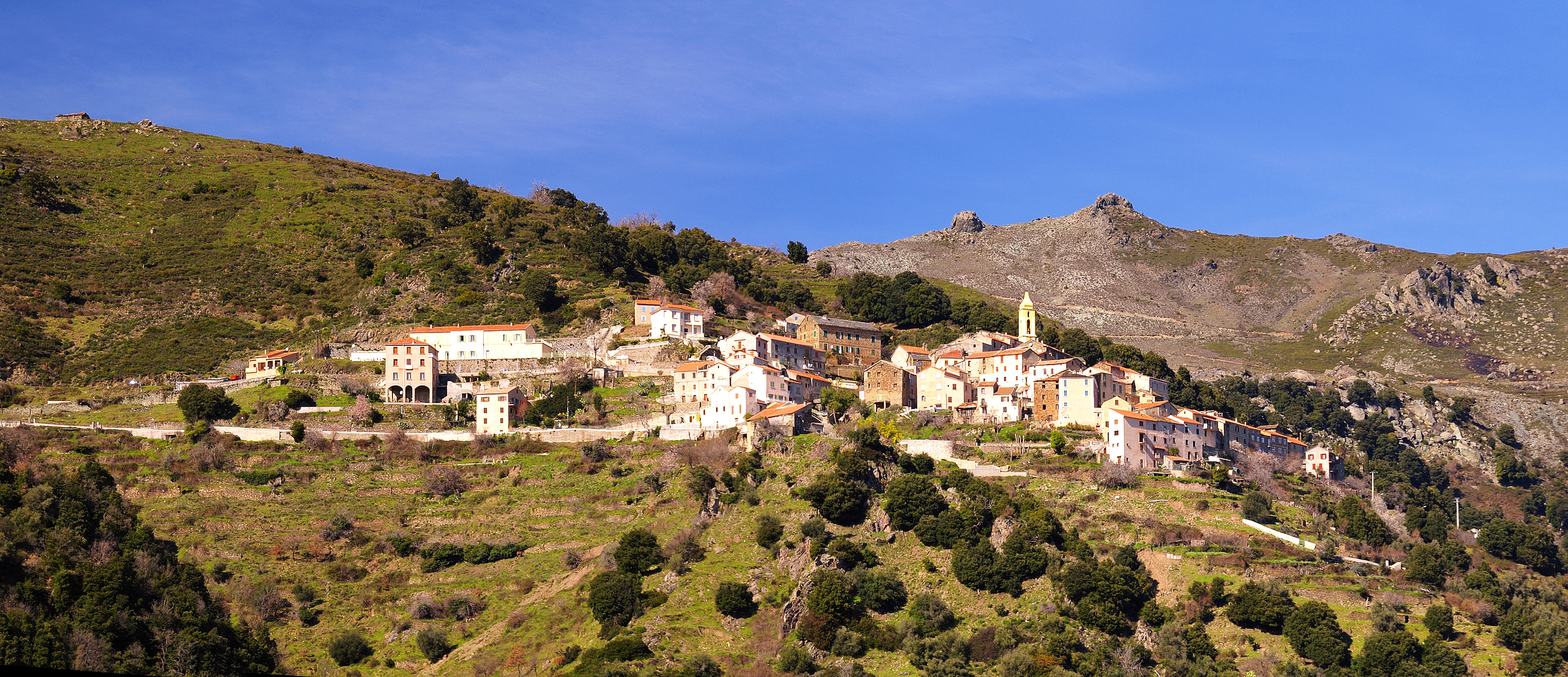
Vue panoramique de Lento

### Situation
Lento se situe dans un territoire appelé Costiera correspondant à l'ancienne piève de Bigorno. Celle-ci qui couvre la rive gauche de la basse vallée du Golo, comprenait les habitats de Bigorno, Lento, Campitello, Volpajola et Scolca. Lento est historiquement le village le plus influent de cet ensemble.
Depuis 1976, Lento appartient au canton de l'Alto-di-Casacconi qui regroupe 13 communes : Bigorno, Campile, Campitello le chef-lieu, Canavaggia, Crocicchia, Lento, Monte, Olmo, Ortiporio, Penta Acquatella, Prunelli di Casacconi, Scolca et Volpajola.

### Géologie et relief
Lento fait partie de l'en « deçà des monts » (Cismonte en langue corse) ou Corse schisteuse au nord-est de l'île par opposition au « delà des monts » (Pumonte) ou Corse granitique au sud-ouest. La commune se trouve dans le prolongement de l'arête schisteuse du Cap Corse qui se poursuit au-delà du Golo, avec le massif du San Petrone et se termine au sud de la Castagniccia.
Son territoire s'étend au sud du massif de Tenda, sur la rive gauche du Golo jusqu'à une crête dont les plus hauts sommets sur la commune sont le Monte Reghja di Pozzo (1 469 m) et le Monte Sant'Anghjulu (1 389 m).

### Hydrographie
Au sud-est, le Golo traverse le territoire communal qu'il sépare de celui de Bisinchi. L'extrémité méridionale de la commune est longée par le ruisseau de Navetta, affluent du Golo.
Le principal ruisseau de la commune est le ruisseau de Pidocchiosa qui alimente le ruisseau de Sanguinelli, affluent du Golo.

### Climat et végétation
Le tapis végétal est composé majoritairement de chênes verts et d'un haut maquis dense, depuis le fleuve jusqu'à l'étage des 600 m. Au-delà de cette limite, la végétation arborescente, qui se résume en quelques châtaigniers et bosquets de chêne, laisse place à des prairies rases et sèches dès l'été venu. Sur les hauteurs, la pierre schisteuse lustrée est à nu.

### Voies de communication et transport

#### Accès routiers
Le village est desservi par la D 5, partie de la route corniche des Costiere qui traverse tous les villages en surplomb du Golo sur sa rive gauche. Il y a également la route qui a été construite pendant la Seconde Guerre mondiale par les prisonniers allemands pour relier Ponte Novu, et Lentù. Elle permet un accès direct entre la T 10 située dans la vallée et la départementale.  
Reliant les deux métropoles de Corse que sont Ajaccio et Bastia, la T 10 longe le Golo durant la traversée de la commune.

#### Transports
La voie ferrée de la CFC longe également le Golo durant la traversée de la commune. Toutefois il n'y a pas d'arrêts, les gares les plus proches étant à Barchetta (Volpajola) et à Ponte Novu (Castello-di-Rostino).

## Urbanisme

### Typologie
Au 1er janvier 2024, Lento est catégorisée commune rurale à habitat dispersé, selon la nouvelle grille communale de densité à sept niveaux définie par l'Insee en 2022.
Elle est située hors unité urbaine. Par ailleurs la commune fait partie de l'aire d'attraction de Bastia, dont elle est une commune de la couronne,. Cette aire, qui regroupe 93 communes, est catégorisée dans les aires de 50 000 à moins de 200 000 habitants,.

### Occupation des sols
L'occupation des sols de la commune, telle qu'elle ressort de la base de données européenne d’occupation biophysique des sols Corine Land Cover (CLC), est marquée par l'importance des forêts et milieux semi-naturels (100 % en 2018), une proportion identique à celle de 1990 (100 %). La répartition détaillée en 2018 est la suivante : 
milieux à végétation arbustive et/ou herbacée (58,3 %), espaces ouverts, sans ou avec peu de végétation (29 %), forêts (12,7 %). L'évolution de l’occupation des sols de la commune et de ses infrastructures peut être observée sur les différentes représentations cartographiques du territoire : la carte de Cassini (XVIIIe siècle), la carte d'état-major (1820-1866) et les cartes ou photos aériennes de l'IGN pour la période actuelle (1950 à aujourd'hui).

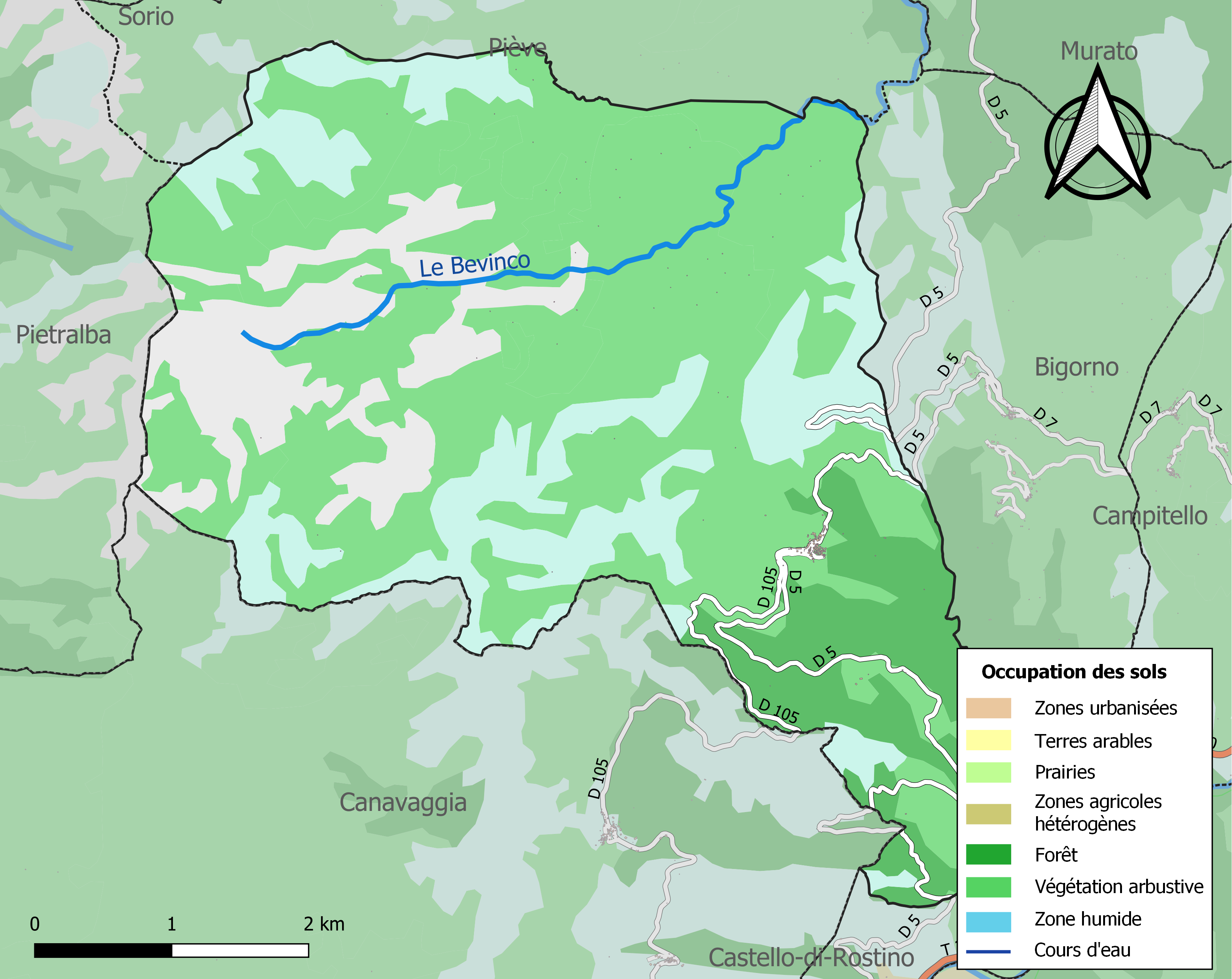
Carte des infrastructures et de l'occupation des sols de la commune en 2018 (CLC).

## Histoire
Lento est surtout connu pour avoir été le site du campement de l'armée française lors de la bataille de Ponte Novu (1769) qui a marqué le début de l'entrée de la Corse dans le royaume de France.

### Antiquité
- -271 - Après s'être emparé de la Sicile, Carthage occupe la Sardaigne et la Corse.
- -259 - Alalia est occupée par Rome. Carthage l'avait annexée en -280 contrairement aux accords de -508 (la Corse ouverte à tous). Mais très vite, Rome fait comprendre qu'il lui faut du blé, des esclaves et des mercenaires… Les Corses traités en vaincus et non en "libérés" s'insurgent et malgré quelques aides puniques ne peuvent que se faire massacrer : les deux tiers des Corses sont tués en un siècle !
- -111, Rome pacifie la Corse exsangue et usurpe maints domaines, chassant les Vanacini de la plaine d'Orto, au sud de Mantinum (Bastia). À cette époque Rome crée de nombreuses localités : Mariana, Mercuri (Luri), Vicus Aureglianus (Rogliano), Tamarone, Minervio, Conchiglio, Nuntia (Nonza)… et organise l'île en environ 200 pièves. Vignes et blés remplacent maintes forêts[7].

### Moyen Âge
Au IXe siècle une lente et anarchique reconquête sur les Maures et leur roi Ferrandino est entreprise par Ugo Colonna, patricien romain nommé comte de Corse par le Pape.
La féodalité apparaît vers 860. Amondo Nasica l'un des compagnons "mayençais" surnommés "les Français" car venus du royaume franc d'Austrasie, aide Ugo Colonna dans sa tâche.
Il fonde la souche des Amondaschi seigneurs de Supietra-Omessa, puis Serravalle, Ferlaggia. Les Amondaschi dominaient un vaste territoire de l'île comprenant Casacconi, Rostino, Giovellina, Niolo, Talcini, Venaco, Casinca, Marana et Costiera.
La Costiera, qui comprenait la communauté de Lento, était une pieve s'étalant entre une ligne de crête partant de Monte Reghia di Pozzo (1 469 m) jusqu'à Pointe d'Evoli (1 151 m), et le lit du Golo, depuis Lento à l'ouest jusqu'à Scolca à l'est.
Au XIIe siècle, les Costiere ainsi que l'Orto et la Marana, sont administrées avec l'aide de Pise par les de Bagnaria, une puissante famille enrichie dans le commerce (vins, bois, poissons de Chiurlino) qui les avaient promus seigneurs en 1130.

Entre le 28 juillet et le 5 août 1289 sont désignés les gonfaloniers de plusieurs pièves. Brunum de Casseta est celui de la piève de Bigorno et de Biguglia. 

« Ces magistrats, désignés par l'autorité génoise, devaient donc être des responsables politiques de la communauté, voire des responsables militaires. Néanmoins, à notre connaissance, en Corse, la piève n'est jamais appelée iudicaria. »

— Daniel Istria - Pouvoirs et fortifications dans le nord de la Corse : du XIe siècle au XIVe siècle

### Temps modernes

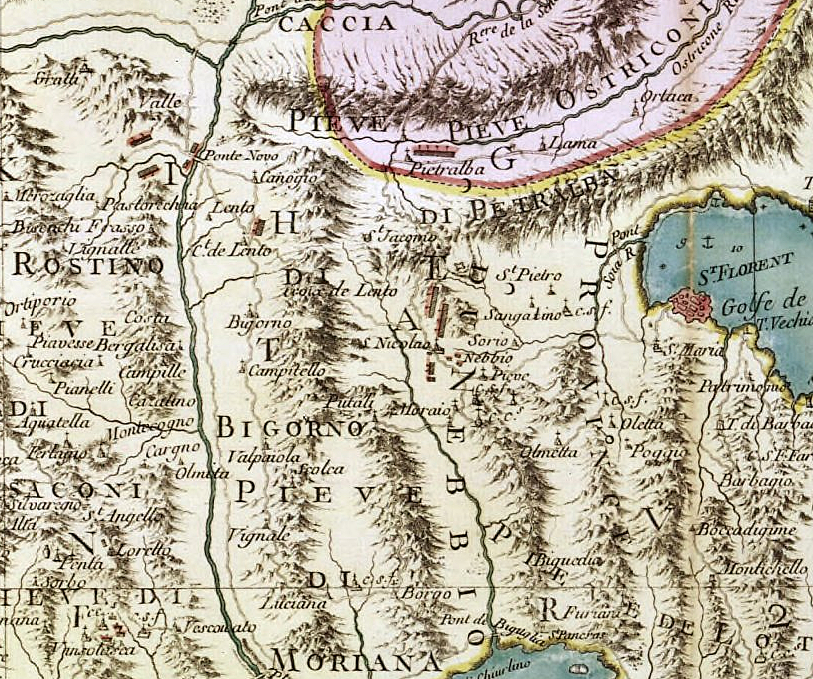
Extrait de la carte militaire concernant le secteur du Tenda en 1768

Lento faisait partie de la pieve de Bigorno qui, vers 1520, avait pour lieux habités : Lento, lo Pogio, la Ficagiola, San Marcello, le Tegie, Campitello, lo Panicale, lo Bagnolo, la Volpajola, lo Carcheto, l’Erbagio, la Scolca.
En 1564, dans une bataille contre les troupes françaises du général général De Thermes ayant sous ses ordres des officiers corses dont le colonel général du régiment royal corse Sampiero d'Ornano dit Sampiero Corso, le général génois Negri fut blessé. Réfugié dans l'église de l'Annonciation à Volpajola, il y fut achevé d'une balle par un volontaire corse.
En 1565 s'ensuivit une expédition punitive, dirigée par Étienne Doria le nouveau gouverneur nommé par Gênes. Celui-ci saccagea et brûla une partie de la piève de Bigorno dont les villages de Volpajola et de Lento.
Le 7 mai 1769, au lendemain de la reddition de la piève de Bigorno, le Comte de Vaux qui commandait le corps expéditionnaire français envoyé par Choiseul pour mater la rébellion et soumettre la Nation corse à l'obéissance, investit le village et y établit son quartier général. Ses troupes s'installent sur la commune, à la chapelle San Cipriano et à la chapelle San Cervone, avant de livrer combat et remporter la bataille de Ponte-Novo le 8 mai 1769.
La piève de Bigorno devient en 1790 le canton de Bigorno puis en 1793 le canton de Costera.

### Époque contemporaine
Au XXe siècle, Lento a fourni plusieurs officiers à l'armée coloniale.
En 1954, le canton de Campitello était composé avec les communes de Bigorno, Campitello, Canavaggia, Lento, Scolca et Volpajola. Lento comptait alors 512 habitants.
Depuis 1976, Lento appartient au canton de l'Alto-di-Casacconi qui regroupe 13 communes : Bigorno, Campile, Campitello le chef-lieu, Canavaggia, Crocicchia, Lento, Monte, Olmo, Ortiporio, Penta Acquatella, Prunelli di Casacconi, Scolca et Volpajola.

## Politique et administration
| Période     | Période     | Identité        | Étiquette | Qualité |
| ----------- | ----------- | --------------- | --------- | --- |
| mars 1953   | 1965        | Charles Mazzoni | Gaulliste | Chef de bataillon d'infanterie coloniale (CR) officier de la Légion d'honneur, croix de Guerre, médaille militaire, décorations coloniales |
| mars 2008   | 23 mai 2020 | Adam Orsini     | DVG       | Professeur de sport |
| 23 mai 2020 | En cours    | Alain Mazzoni   |           | |

## Population et société

### Démographie
L'évolution du nombre d'habitants est connue à travers les recensements de la population effectués dans la commune depuis 1800. Pour les communes de moins de 10 000 habitants, une enquête de recensement portant sur toute la population est réalisée tous les cinq ans, les populations de référence des années intermédiaires étant quant à elles estimées par interpolation ou extrapolation. Pour la commune, le premier recensement exhaustif entrant dans le cadre du nouveau dispositif a été réalisé en 2006.

En 2022, la commune comptait 115 habitants, en évolution de +10,58 % par rapport à 2016 (Haute-Corse : +5,15 %, France hors Mayotte : +2,11 %).
| 1800 | 1806 | 1821 | 1831 | 1836 | 1841 | 1846 | 1851 | 1856 |
| ---- | ---- | ---- | ---- | ---- | ---- | ---- | ---- | ---- |
| 475  | 519  | 417  | 424  | 550  | 552  | 540  | 560  | 565  |

| 1861 | 1866 | 1872 | 1876 | 1881 | 1886 | 1891 | 1896 | 1901 |
| ---- | ---- | ---- | ---- | ---- | ---- | ---- | ---- | ---- |
| 540  | 538  | 521  | 573  | 472  | 565  | 531  | 557  | 544  |

| 1906 | 1911 | 1921 | 1926 | 1931 | 1936 | 1946 | 1954 | 1962 |
| ---- | ---- | ---- | ---- | ---- | ---- | ---- | ---- | ---- |
| 529  | 557  | 534  | 539  | 528  | 508  | 503  | 512  | 207  |

| 1968 | 1975 | 1982 | 1990 | 1999 | 2006 | 2011 | 2016 | 2021 |
| ---- | ---- | ---- | ---- | ---- | ---- | ---- | ---- | ---- |
| 156  | 143  | 162  | 76   | 91   | 116  | 116  | 104  | 111  |

| 2022 | - | - | - | - | - | - | - | - |
| ---- | - | - | - | - | - | - | - | - |
| 115  | - | - | - | - | - | - | - | - |

### Enseignement
Il y a un bâtiment à Lentu aujourd'hui appelé « groupe scolaire » mais plus aucun cours n'y a lieu depuis les années 80. 
Les enfants suivent donc un enseignement primaire, et secondaire dans la vallée, et l'enseignement universitaire le plus proche est à Corte.

### Manifestations culturelles et festivités
À Lento, l'été, période durant laquelle la population du village est la plus nombreuse, deux grandes fêtes rassemblent tous ses habitants.
- Le 22 juillet, une messe est célébrée pour la Sainte Marie-Madeleine dans l'église du même nom, suivie d'une procession dans le village durant laquelle la statue de la sainte est portée au devant de la procession.

Il y a ensuite, dans chaque foyer et au bar également, un festin rassemblant les familles du village.
- Le 16 août, lendemain de l'Assomption, fête nationale corse, qui rassemble de nombreux villageois, la Saint Roch, patron des bergers, provoque l'affluence pour la célébration eucharistique, également suivie d'une procession, jusqu'à la chapelle Saint Antoine, située dans le haut du village, avec la statue devant.
- Il y a aussi fin août, la célébration en avance de la Saint Cyprien, dans la chapelle située sur le long de la route reliant Ponte Novu et Lentù, mais en raison de la distance, et de la date (la plupart des vacanciers étant repartis), celle-ci rassemble moins de villageois.

## Culture locale et patrimoine

### Lieux et monuments
- L'église Sainte-Marie-Madeleine, récemment restaurée.
- Chapelle San Cipriano
- Chapelle San Antonio
- Chapelle San Cervone
- Le monument aux morts

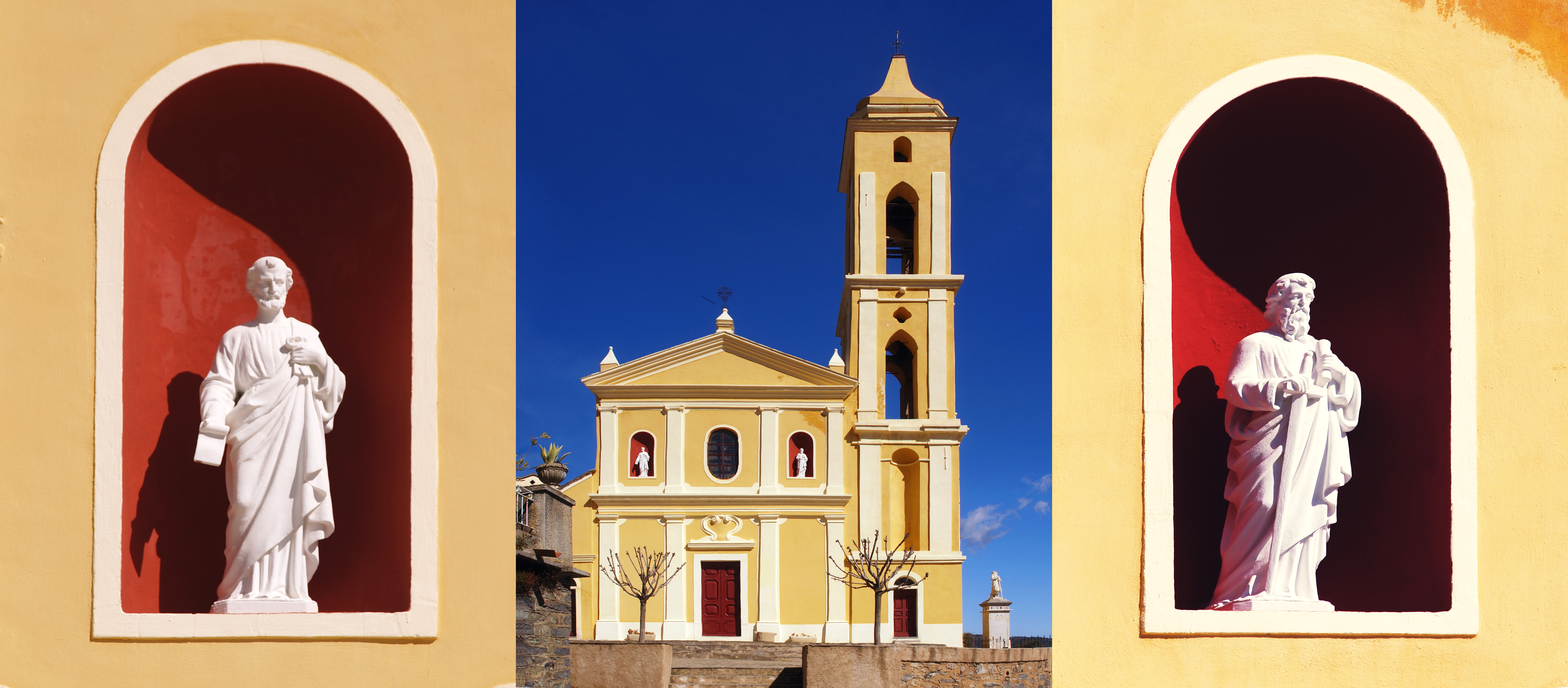
L'église Sainte-Marie-Madeleine.
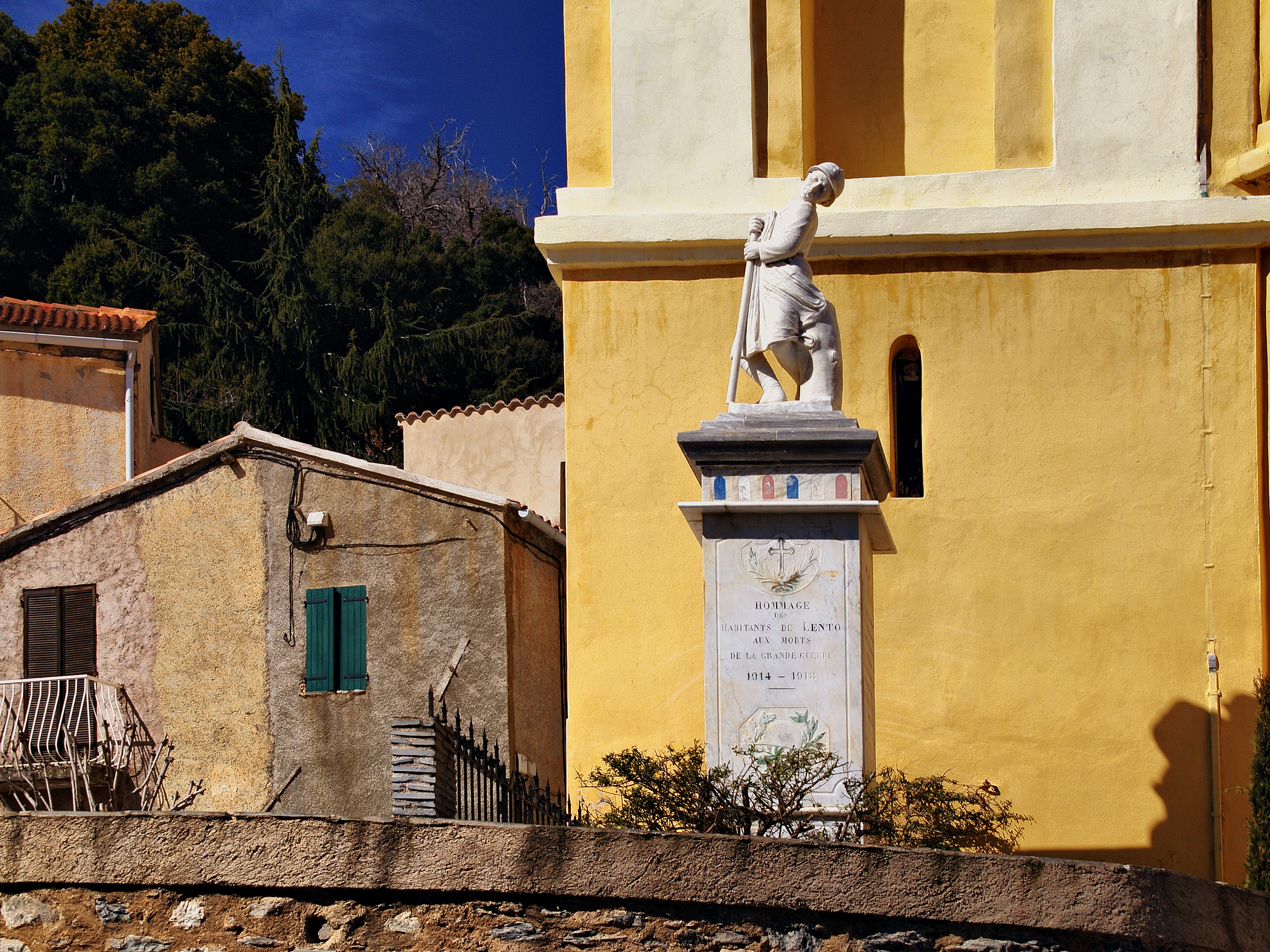
Monument aux morts.
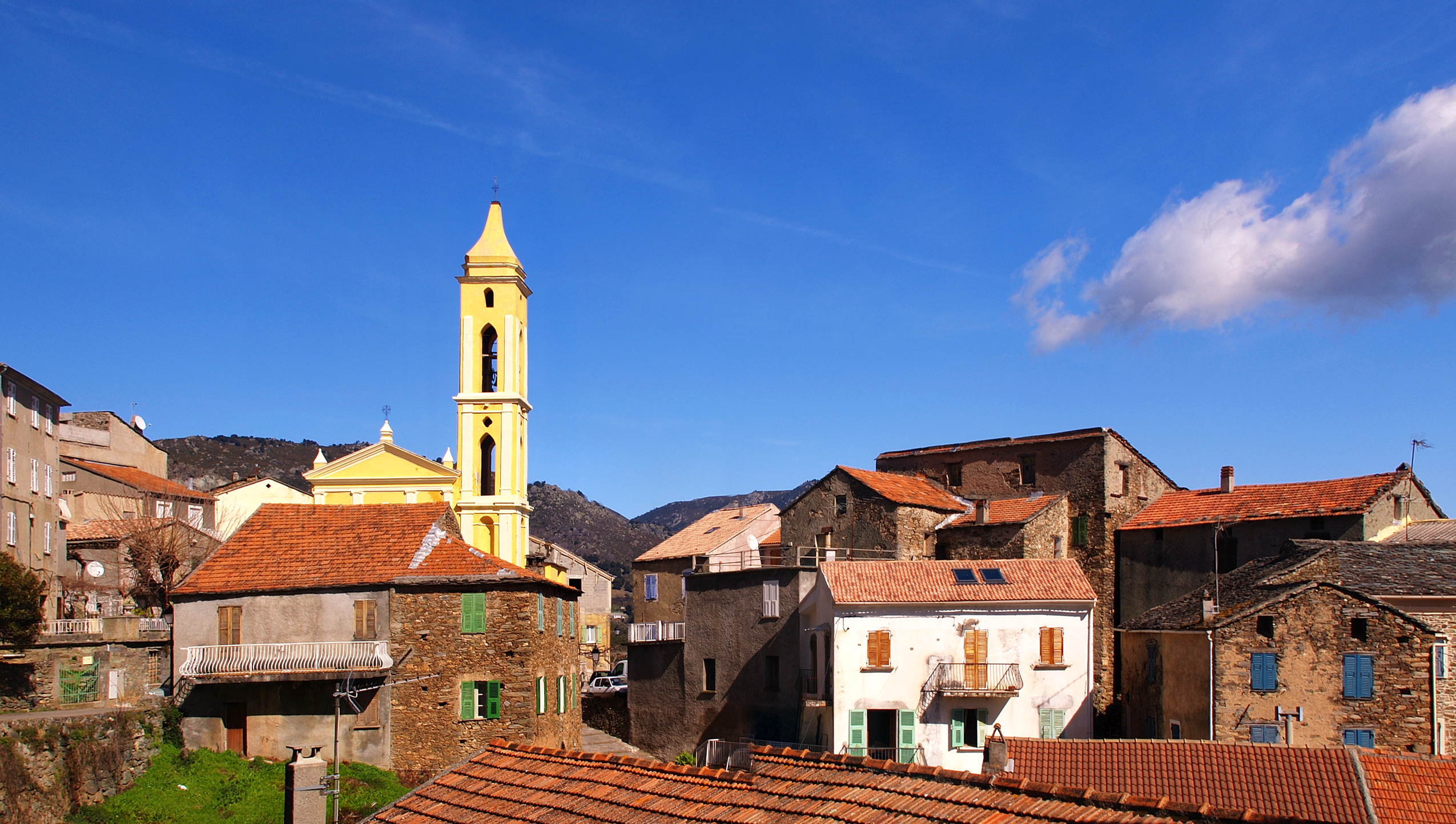
Vue panoramique.
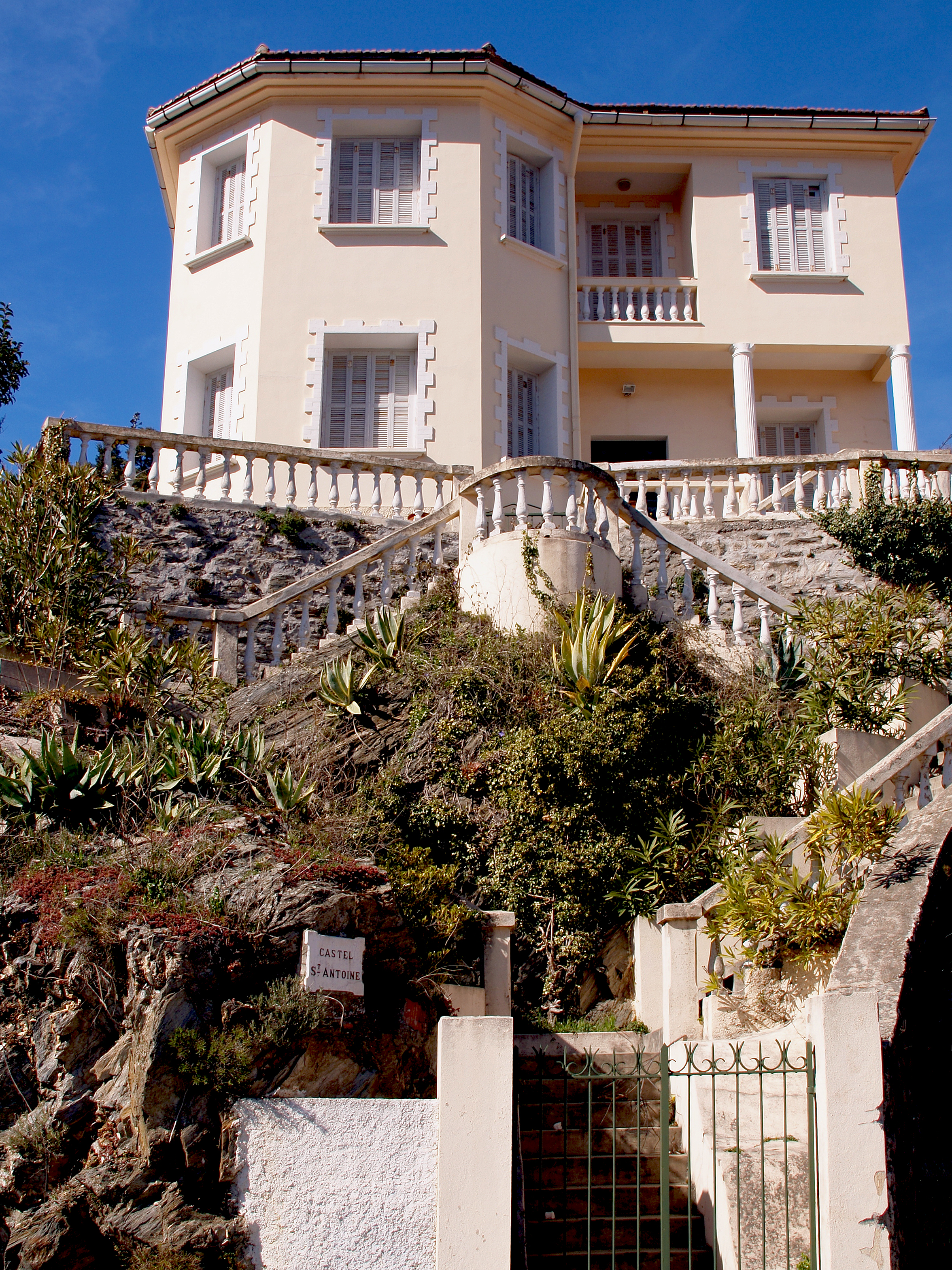
Castel Saint-Antoine.

### Patrimoine naturel

#### ZNIEFF
La commune est concernée par une zone naturelle d'intérêt écologique, faunistique et floristique de 2e génération :
Massif du Tenda et Monte Astu
La zone concerne dix communes. Son périmètre est fixé sur la crête du massif de Tenda et s’étend plus ou moins de part et d’autre. Le massif du Tenda situé dans le nord de l'île, assure la transition entre la chaîne du Cap Corse et celle de San Petrone en Castagniccia.

#### Natura 2000
Sites d'Intérêt Communautaire (Dir. Habitat)
Massif du Tenda et forêt de Stella
Le massif du Tenda et forêt de Stella abrite un SIC de la directive "Habitats, faune, flore", d'une superficie de 3 056 ha, représenté par une végétation et une flore très originale, spécifique à cette région. Il est inscrit à l'Inventaire national du patrimoine naturel sous la fiche FR9400598 - Massif du Tenda et forêt de Stella.

### Personnalités liées à la commune
- François-Antoine Gaffori, dit Gafforiu, fils de Jean-Pierre (Corte 1744-1796). Capitaine des milices de Pascal Paoli (1744), il fit partie du Conseil suprême de la Nation corse (1767) et participa à la bataille de Borgo (1768). En 1769, chargé de la défense de Lentu, il laissa passer les Français. Il en fut récompensé avec les galons de major dans la Légion corse du marquis d’Arcambal (1773) puis ceux de colonel à la tête du Régiment provincial (1777). En 1774 il avait participé à la fameuse répression du Niolo. En 1778, il était général de brigade. Opposé à la Révolution française, il émigre en Italie sous la Convention, et, rappelé par Sir Gilbert Elliot, rentre en Corse à l’époque du gouvernement anglo-corse pour mourir l’année suivante[14].
- Carlo-Francesco/ Charles François Mazzoni, né le 15.01.1892 à Lento d'après l'acte de notoriété à son dossier de la Légion d'honneur Décédé à Lentu en 1967. Officier de la L.H, commandant des troupes coloniales, sauve plusieurs blessés à la Bataille des Dardanelles, cité à l'ordre de l'Armée, maire de Lentu;
- Paul-Mathieu Novellini (Lentu 1831 - Aiacciu 1921). Peintre.
- Marie Ferranti (née en 1959 à Lento, sous le nom de Marie-Dominique Mariotti). Écrivain français, elle vit et écrit à Saint-Florent.